# Женска фудбалска репрезентација Ангвиле
Женска фудбалска репрезентација Ангвиле (енгл. Anguilla women's national football team), је женска репрезентација Ангвиле, британске прекоморске територије на Карибима, а контролише је Фудбалски савез Ангвиле. Придружен је Карипском фудбалском савезу Конкакафа. Од новембра 2015. остаје нерангирана на ФИФА женској светској ранг листи због неиграња утакмица.

## Историја
Ангвила је 2003. одиграла четири меча, али оне нису биле признате од стране ФИФА. Тим је одиграо шест утакмица 2004. године, од којих су две биле признате од стране ФИФА а четири нису. Прва утакмица у земљи коју је признала ФИФА одиграна је у суботу, 28. августа 2004. у утакмици одиграној у Сент Џонсу против женске фудбалске репрезентације Антигве и Барбуде, где су Антигва и Барбуда победиле са 1 : 0. Они су одиграли свој други меч који је признала ФИФА дан касније у истом граду, а Ангвила је остварила победу од 1 : 0. У 2005. репрезентација је играла у 10 утакмица, од којих ниједна није била призната ФИФА. У 2006, тим није одиграо ниједну утакмица а у време када је екипа је имала по четири тренинга недељно. Следеће године поново нису одиграли ниједну утакмицу коју признаје ФИФА. Године 2008. учествовали су у две утакмице признате од стране ФИФА, а обе утакмице су одигране у августу у Сент Кроу, на америчким Девичанским острвима. У првом мечу 29. августа играле су нерешено са Америчким Девичанским Острвима 2 : 2 након што су на полувремену заостајали са 0 : 1. Оне су 31. августа победили у другом мечу против Америчких Девичанских острва резултатом 1 : 0. Тим није одиграо меч који је признала ФИФА у 2009. години.

## Такмичарски рекорд

### ФИФА Светско првенство за жене
| Светско првенство у фудбалу за жене резултати | Светско првенство у фудбалу за жене резултати | Светско првенство у фудбалу за жене резултати | Светско првенство у фудбалу за жене резултати | Светско првенство у фудбалу за жене резултати | Светско првенство у фудбалу за жене резултати | Светско првенство у фудбалу за жене резултати | Светско првенство у фудбалу за жене резултати | Светско првенство у фудбалу за жене резултати | Светско првенство у фудбалу за жене резултати |
| Година                                        | Резултат                                      | Ута                                           | Поб                                           | Нер*                                          | Изг                                           | ГД                                            | ГП                                            | ГР                                            |                                               |
| --------------------------------------------- | --------------------------------------------- | --------------------------------------------- | --------------------------------------------- | --------------------------------------------- | --------------------------------------------- | --------------------------------------------- | --------------------------------------------- | --------------------------------------------- | --------------------------------------------- |
| 1991                                          | Није учествовала                              | Није учествовала                              | Није учествовала                              | Није учествовала                              | Није учествовала                              | Није учествовала                              | Није учествовала                              | Није учествовала                              |                                               |
| 1995                                          | Није учествовала                              | Није учествовала                              | Није учествовала                              | Није учествовала                              | Није учествовала                              | Није учествовала                              | Није учествовала                              | Није учествовала                              |                                               |
| 1999                                          | Није учествовала                              | Није учествовала                              | Није учествовала                              | Није учествовала                              | Није учествовала                              | Није учествовала                              | Није учествовала                              | Није учествовала                              |                                               |
| 2003                                          | Није учествовала                              | Није учествовала                              | Није учествовала                              | Није учествовала                              | Није учествовала                              | Није учествовала                              | Није учествовала                              | Није учествовала                              |                                               |
| 2007                                          | Није учествовала                              | Није учествовала                              | Није учествовала                              | Није учествовала                              | Није учествовала                              | Није учествовала                              | Није учествовала                              | Није учествовала                              |                                               |
| 2011                                          | Није се квалификовала                         | Није се квалификовала                         | Није се квалификовала                         | Није се квалификовала                         | Није се квалификовала                         | Није се квалификовала                         | Није се квалификовала                         | Није се квалификовала                         |                                               |
| 2015                                          | Одустале                                      | Одустале                                      | Одустале                                      | Одустале                                      | Одустале                                      | Одустале                                      | Одустале                                      | Одустале                                      |                                               |
| 2019                                          | Није се квалификовала                         | Није се квалификовала                         | Није се квалификовала                         | Није се квалификовала                         | Није се квалификовала                         | Није се квалификовала                         | Није се квалификовала                         | Није се квалификовала                         |                                               |
| 2023                                          | Није се квалификовала                         | Није се квалификовала                         | Није се квалификовала                         | Није се квалификовала                         | Није се квалификовала                         | Није се квалификовала                         | Није се квалификовала                         | Није се квалификовала                         |                                               |
| Укупно                                        | 0/9                                           | -                                             | -                                             | -                                             | -                                             | -                                             | -                                             | -                                             |                                               |

### Конкакафов шампионат за жене
| Конкакафов шампионат у фудбалу за жене резултати | Конкакафов шампионат у фудбалу за жене резултати | Конкакафов шампионат у фудбалу за жене резултати | Конкакафов шампионат у фудбалу за жене резултати | Конкакафов шампионат у фудбалу за жене резултати | Конкакафов шампионат у фудбалу за жене резултати | Конкакафов шампионат у фудбалу за жене резултати | Конкакафов шампионат у фудбалу за жене резултати | Конкакафов шампионат у фудбалу за жене резултати | Конкакафов шампионат у фудбалу за жене резултати |
| Година                                           | Резултат                                         | Ута                                              | Поб                                              | Нер*                                             | Изг                                              | ГД                                               | ГП                                               | ГР                                               |                                                  |
| ------------------------------------------------ | ------------------------------------------------ | ------------------------------------------------ | ------------------------------------------------ | ------------------------------------------------ | ------------------------------------------------ | ------------------------------------------------ | ------------------------------------------------ | ------------------------------------------------ | ------------------------------------------------ |
| 1991                                             | Није учествовала                                 | Није учествовала                                 | Није учествовала                                 | Није учествовала                                 | Није учествовала                                 | Није учествовала                                 | Није учествовала                                 | Није учествовала                                 |                                                  |
| 1993                                             | Није учествовала                                 | Није учествовала                                 | Није учествовала                                 | Није учествовала                                 | Није учествовала                                 | Није учествовала                                 | Није учествовала                                 | Није учествовала                                 |                                                  |
| 1994                                             | Није учествовала                                 | Није учествовала                                 | Није учествовала                                 | Није учествовала                                 | Није учествовала                                 | Није учествовала                                 | Није учествовала                                 | Није учествовала                                 |                                                  |
| 1998                                             | Није учествовала                                 | Није учествовала                                 | Није учествовала                                 | Није учествовала                                 | Није учествовала                                 | Није учествовала                                 | Није учествовала                                 | Није учествовала                                 |                                                  |
| 2000                                             | Није учествовала                                 | Није учествовала                                 | Није учествовала                                 | Није учествовала                                 | Није учествовала                                 | Није учествовала                                 | Није учествовала                                 | Није учествовала                                 |                                                  |
| 2002                                             | Није учествовала                                 | Није учествовала                                 | Није учествовала                                 | Није учествовала                                 | Није учествовала                                 | Није учествовала                                 | Није учествовала                                 | Није учествовала                                 |                                                  |
| 2006                                             | Није учествовала                                 | Није учествовала                                 | Није учествовала                                 | Није учествовала                                 | Није учествовала                                 | Није учествовала                                 | Није учествовала                                 | Није учествовала                                 |                                                  |
| 2010                                             | Није се квалификовала                            | Није се квалификовала                            | Није се квалификовала                            | Није се квалификовала                            | Није се квалификовала                            | Није се квалификовала                            | Није се квалификовала                            | Није се квалификовала                            |                                                  |
| 2014                                             | Одустала                                         | Одустала                                         | Одустала                                         | Одустала                                         | Одустала                                         | Одустала                                         | Одустала                                         | Одустала                                         |                                                  |
| 2018                                             | Није се квалификовала                            | Није се квалификовала                            | Није се квалификовала                            | Није се квалификовала                            | Није се квалификовала                            | Није се квалификовала                            | Није се квалификовала                            | Није се квалификовала                            |                                                  |
| 2022                                             | Није се квалификовала                            | Није се квалификовала                            | Није се квалификовала                            | Није се квалификовала                            | Није се квалификовала                            | Није се квалификовала                            | Није се квалификовала                            | Није се квалификовала                            |                                                  |
| Укупно                                           | 0/10                                             | -                                                | -                                                | -                                                | -                                                | -                                                | -                                                | -                                                |                                                  |